# Godasa orientis
Godasa orientis är en fjärilsart som beskrevs av Max Bartel 1913. Godasa orientis ingår i släktet Godasa och familjen nattflyn. Inga underarter finns listade i Catalogue of Life.